# Villena (stacja kolejowa)
Villena – stacja kolejowa w Hiszpanii we wspólnocie autonomicznej Walencja. Otwarta została w 1858 w czasie ówczesnej budowy linii kolejowej Madryt – Alicante. Docierają tu także lokalne pociągi podmiejskie Cercanías.